# Epropetes latifascia
Epropetes latifascia là một loài bọ cánh cứng trong họ Cerambycidae.